# Shadia Simmons
Shadia Simmons (Toronto, Ontario, 28 de junio de 1986) es una actriz canadiense que lleva actuando desde los ocho años. Su primera película fue Moonlight and Valentino, donde fue "Jenny Morrow", la hija del personaje interpretado por Whoopi Goldberg. Cuando era más joven siempre había soñado con trabajar en una película de Disney y ese sueño se hizo realidad cuando obtuvo un papel en A Saintly Switch. También ha sido emitido en una serie de películas de Disney Channel. Simmons ha protagonizado en cuatro series de televisión: Ace Lightning, I Was A Sixth Grade Alien, Mi vida con Derek y Strange Days at Blake Holsey High.

## Filmografía

### Películas
- Too Young to Be a Dad (2002) - Blair
- Zenon: The Zequel (2001) - Nebula Wade
- The Sandy Bottom Orchestra (2000) - Jenny
- Quints (2000) - Zoe
- The Color of Friendship (2000) - Piper Dellums
- Virtual Mom (2000) - Amy
- Dear America: A Picture of Freedom (1999) - Clotee
- A Saintly Switch (1999) - Annette Anderson
- Noddy (1998) - Actor
- Color of Justice (1997) - Harriet
- In His Father's Shoes (1997) - Maggie
- Holiday Affair (1996)
- Moonlight and Valentino (1995) - Jenny Morrow

### Televisión
- El Colegio del Agujero Negro (2002 - 2006) - Corrine Baxter
- Mi vida con Derek (2005-2007) - Emily Davis
- Ace Lightning (2002) - Samantha Thompson
- I Was A Sixth Grade Alien (2000)
- The Zack Files - Sarah

#### Estrella Invitada
- Are You Afraid of the Dark? (2000) - A.J.
- Goosebumps (1997) - Alicia